# Reinwardtiodendron cinereum
Reinwardtiodendron cinereum är en tvåhjärtbladig växtart som först beskrevs av William Philip Hiern, och fick sitt nu gällande namn av D.J. Mabberley. Reinwardtiodendron cinereum ingår i släktet Reinwardtiodendron och familjen Meliaceae. Inga underarter finns listade i Catalogue of Life.